# Falklandský palác
Falkland Palace se nachází ve Skotsku v kraji Fife. Je to bývalý palác skotských králů. V současnosti spadá pod správu skotské charitativní organizace The National Trust for Scotland a slouží jako turistická atrakce.
Skotská koruna získala hrad Falkland od klanu MacDuffových z Fife ve 14. století. Roku 1402 Robert Stewart, 1. vévoda z Albany, uvěznil na hradě Falkland svého synovce Davida Stewarta, vévodu z Rothesay, nejstaršího syna skotského krále Roberta III. Uvězněný vévoda tu nakonec zemřel hlady.
Mezi lety 1501 a 1541 králové Jakub IV. a Jakub V. přestavěli starý hrad na krásný královský palác, jeden z nejkrásnějších renesančních paláců v Británii. Jakub V. na hradě v prosinci 1542 zemřel krátce poté, co mu jeho žena Marie de Guise porodila dceru Marii Stuartovnu.
Falkland se stal vyhledávaným útočištěm všech panovníků z dynastie Stuartovců. Věnovali se zde sokolnictví a využívali okolní rozlehlé lesy pro lov vysoké zvěře a kanců. V sousedství se nachází hrad Myres Castle, který byl odvěkým domovem královských soudních dozorců, kteří sloužili na hradě Falkland přinejmenším od 16. století.
Po spojení skotského a anglického království navštívili Falkland panovníci Jakub VI., Karel I. a Karel II. Armáda Olivera Cromwella hrad vypálila a Falkland se rychle změnil v ruinu. Roku 1887 hrad zakoupil John Crichton-Stewart, 3. markýz z Bute, a začal ho renovovat. Falkland dodnes patří rodině Crichton-Stewartů. V současnosti je hrad ve správě charitativní organizace, která se o něj stará a udržuje ho i s rozsáhlými zahradami.
V zahradách Falklandského paláce se nachází tenisový kurt z roku 1539, nejstarší dodnes používaný dvorec na světě.

## Galerie

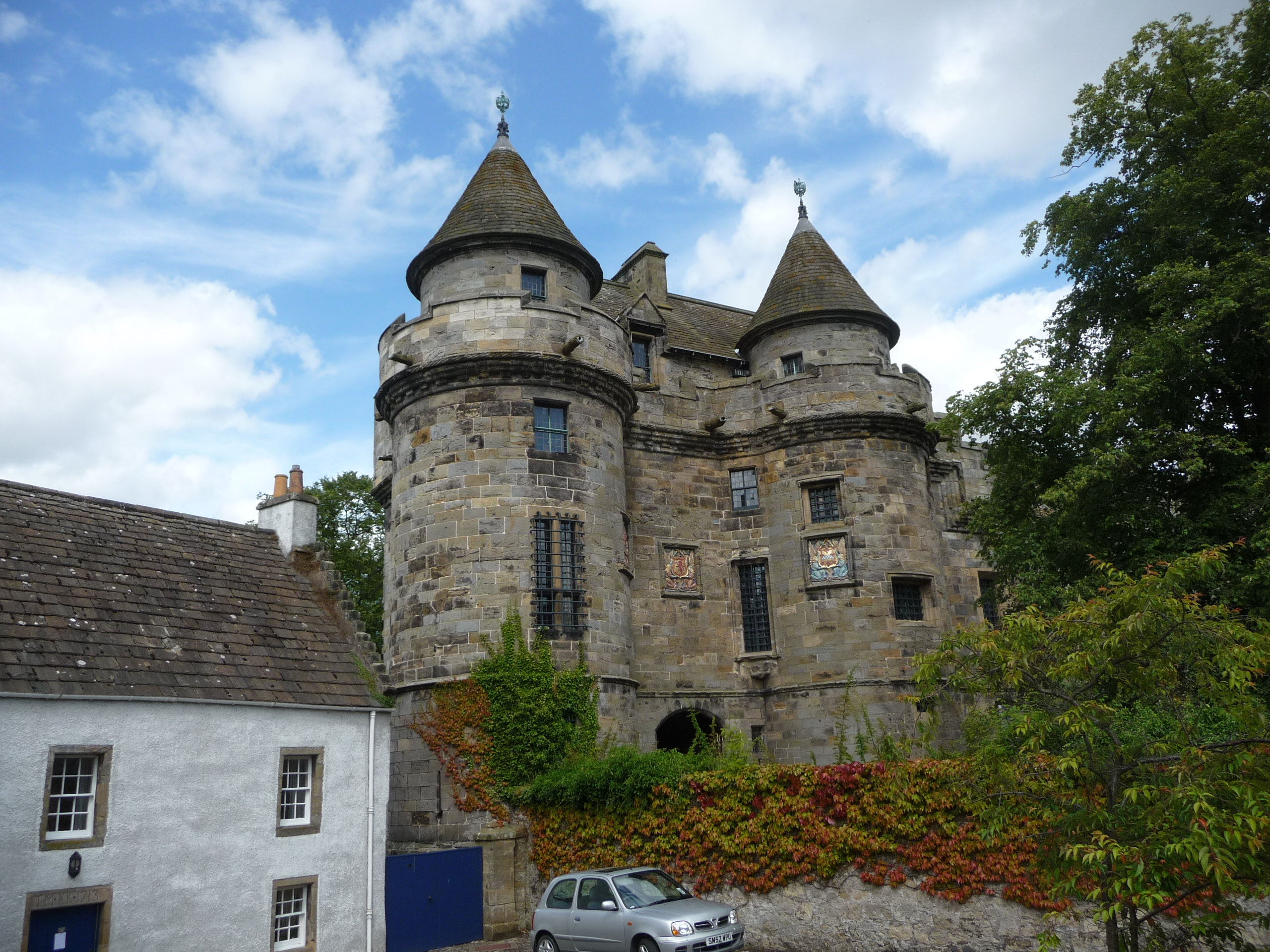
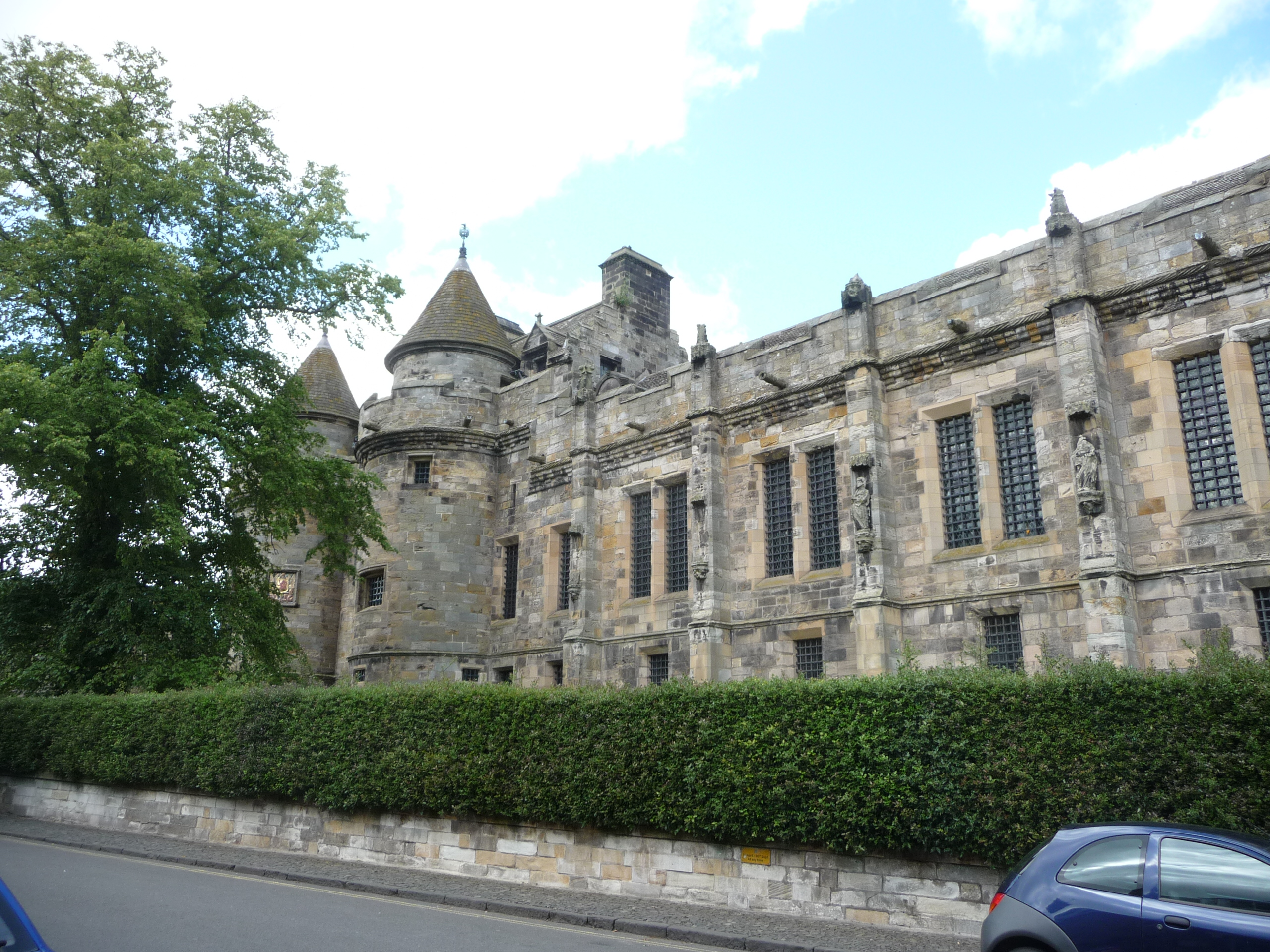
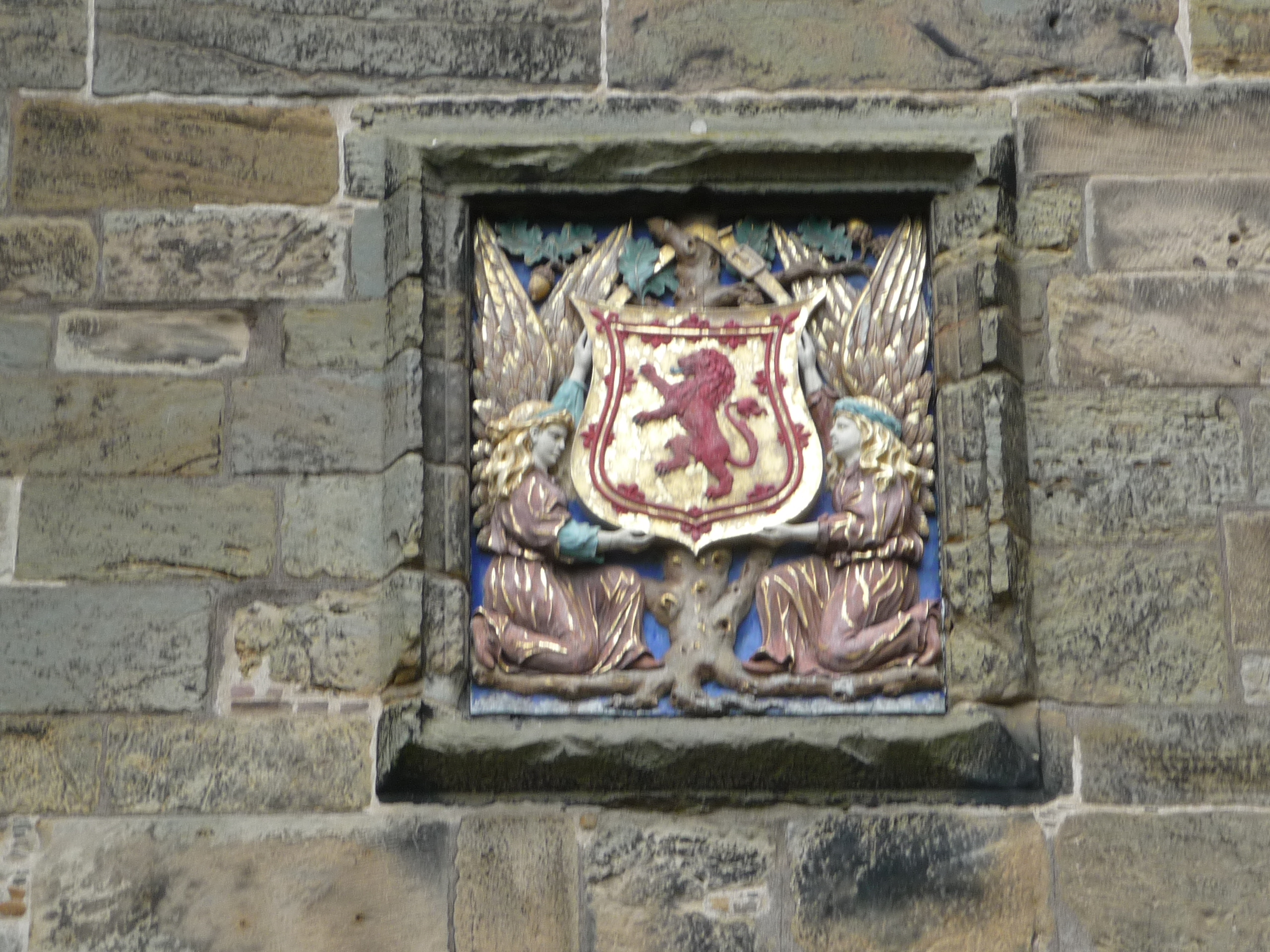
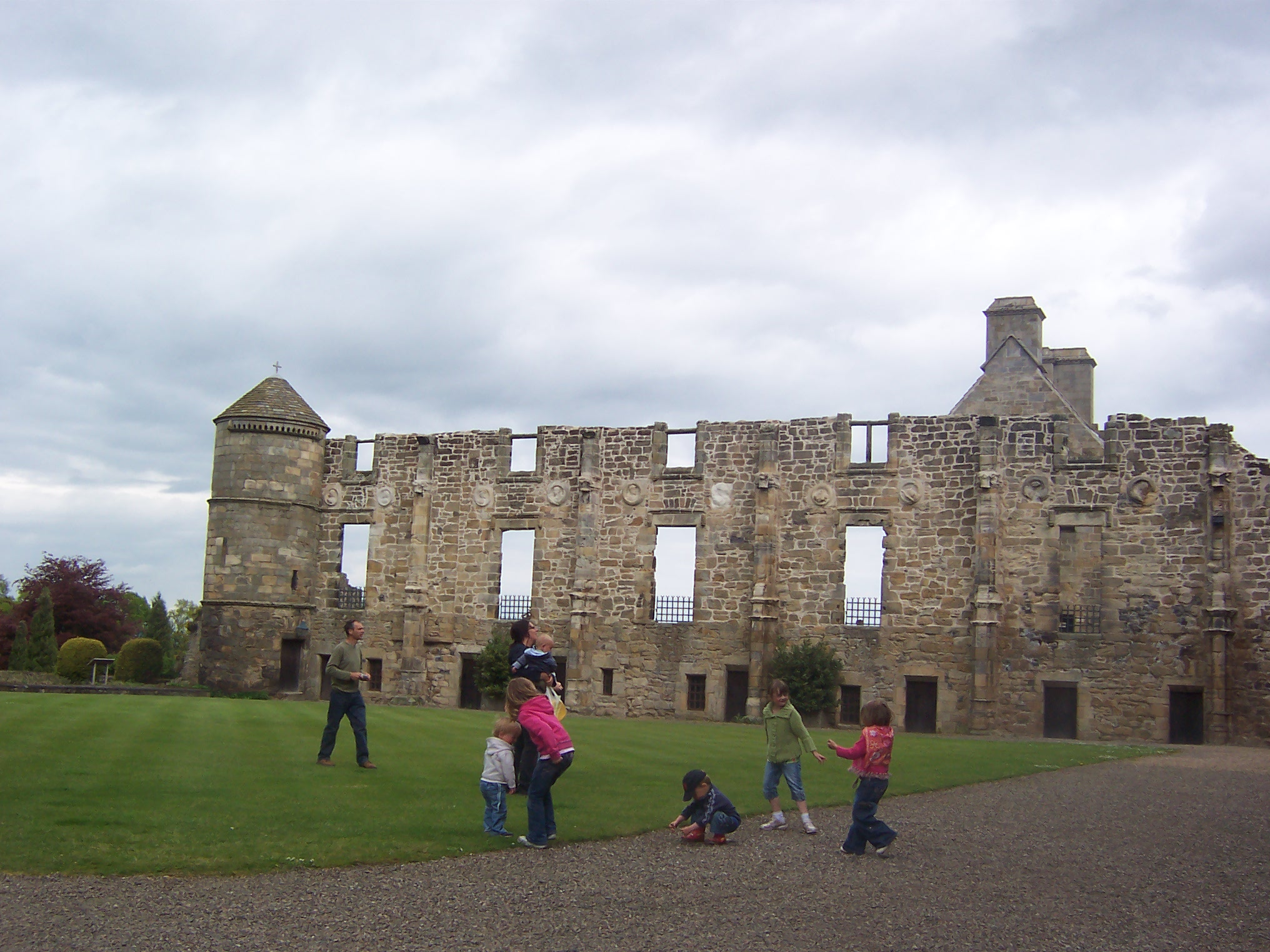